# Астероид класса O

Орбита типичного представителя класса О (3628) Божнемцова

Спектральный класс O — редкий класс астероидов с необычными спектральными характеристиками. Спектр астероидов этого класса имеет глубокую линию поглощения на длине волны 0,75 мкм и близок к спектру хондритных метеоритов. Наиболее типичным представителем этого класса является астероид (3628) Божнемцова.